# Аркадьевка (Крым)
Арка́дьевка (до 1948 года Таки́л, Такы́л; укр. Аркадіївка, крымскотат. Taqıl, Такъыл) — село в Симферопольском районе Крыма (согласно административно-территориальному делению Украины входит в Родниковский сельский совет Автономной Республики Крым, согласно административно-территориальному делению РФ — в Родниковском сельском поселении Республики Крым).

## Население
| 1805 | 1864 | 1887 | 1892 | 1900 | 1926 | 1939 |
| ---- | ---- | ---- | ---- | ---- | ---- | ---- |
| 76   | ↘39  | ↗209 | ↘73  | ↗313 | ↘298 | ↗300 |
| 2001 | 2014 |      |      |      |      |      |
| ↗519 | ↘512 |      |      |      |      |      |

Всеукраинская перепись 2001 года показала следующее распределение по носителям языка
| Язык             | Процент |
| ---------------- | ------- |
| крымскотатарский | 45,06   |
| русский          | 40,27   |
| украинский       | 12,91   |
| другие           | 0.19    |

## Современное состояние
В Аркадьевке 6 улиц, площадь, занимаемая селом, 46 гектаров, на которой в 160 дворах, по данным сельсовета на 2009 год, числилось 510 жителей.

## География
Село Аркадьевка расположено в центре района, в степной зоне Крыма, примерно в 22 километрах на северо-запад от Симферополя, в 2 километрах южнее шоссе 35К-004 Симферополь — Евпатория; ближайшая железнодорожная станция Симферополь Грузовой — примерно в 9 километрах. Соседние сёла: практически вплотную примыкающие с севера Кубанское и, в 4 км к востоку, по шоссе 35Н-526 Аркадьевка — Родниково (по украинской классификации С-0-11302). Высота центра села над уровнем моря 125 м.

## История
Судя по доступным сведениям, село Аркадьевка возникло «по ошибке»: на километровой карте Генштаба Красной армии 1941 года селение подписано в 2 строчки и указом Президиума Верховного Совета РСФСР от 18 мая 1948 года, южная часть Такил-Джабанака, как просто Такил, была переименован в Аркадьевку (21 августа 1945 года северная часть, как Такил-Джабанак, была переименована в Кубанское). 26 апреля 1954 года Крымская область была передана из состава РСФСР в состав УССР. Время включения в состав Родниковского сельсовета пока не установлено (возможно, в 1954 году, когда был образован Родниковский сельсовет): на 15 июня 1960 года село уже числилось в его составе. Указом Президиума Верховного Совета УССР «Об укрупнении сельских районов Крымской области», от 30 декабря 1962 года Симферопольский район был упразднён и село присоединили к Бахчисарайскому. 1 января 1965 года, указом Президиума ВС УССР «О внесении изменений в административное районирование УССР — по Крымской области», вновь включили в состав Симферопольского. С 12 февраля 1991 года село в восстановленной Крымской АССР, 26 февраля 1992 года переименованной в Автономную Республику Крым. С 21 марта 2014 года в составе Крыма аннексирована Россией.